# Giovanni Santi

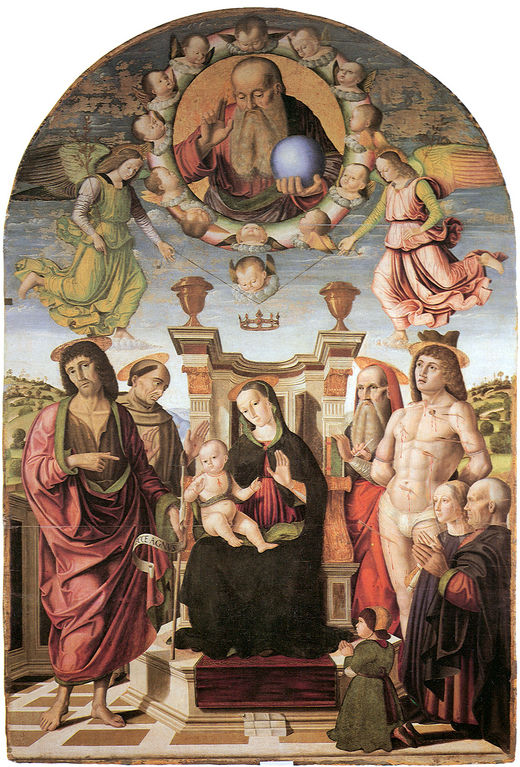
Pala Bufi, Galleria Nazionale delle Marche, Urbino.

Giovanni Santi (Colbordolo, 1435-Urbino, 1494) fue un pintor y poeta renacentista italiano, célebre, sobre todo, por ser el padre de Rafael.

## Biografía

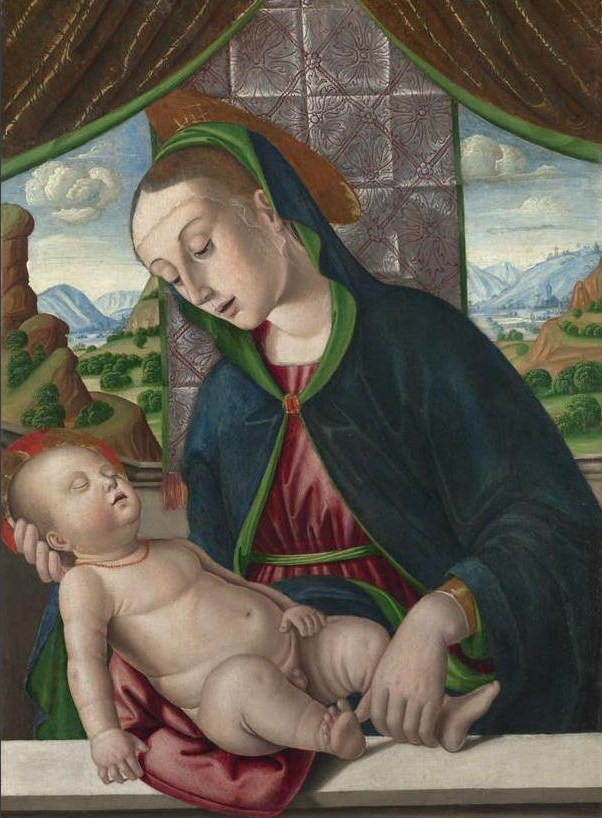
Virgen con niño, National Gallery de Londres.

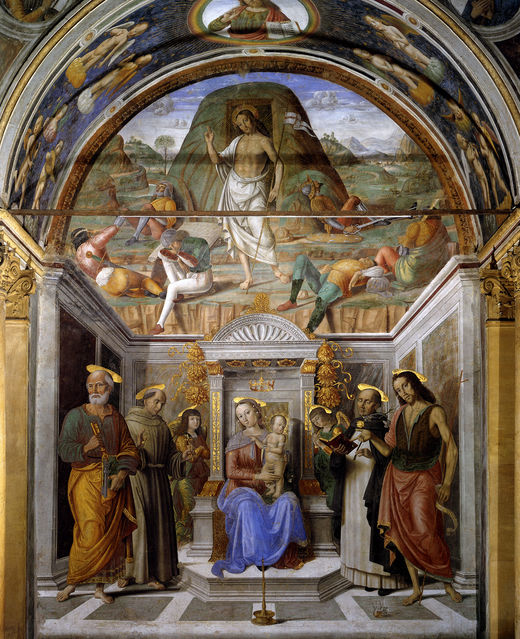
Frescos de la Capilla Tiranni, Cagli.

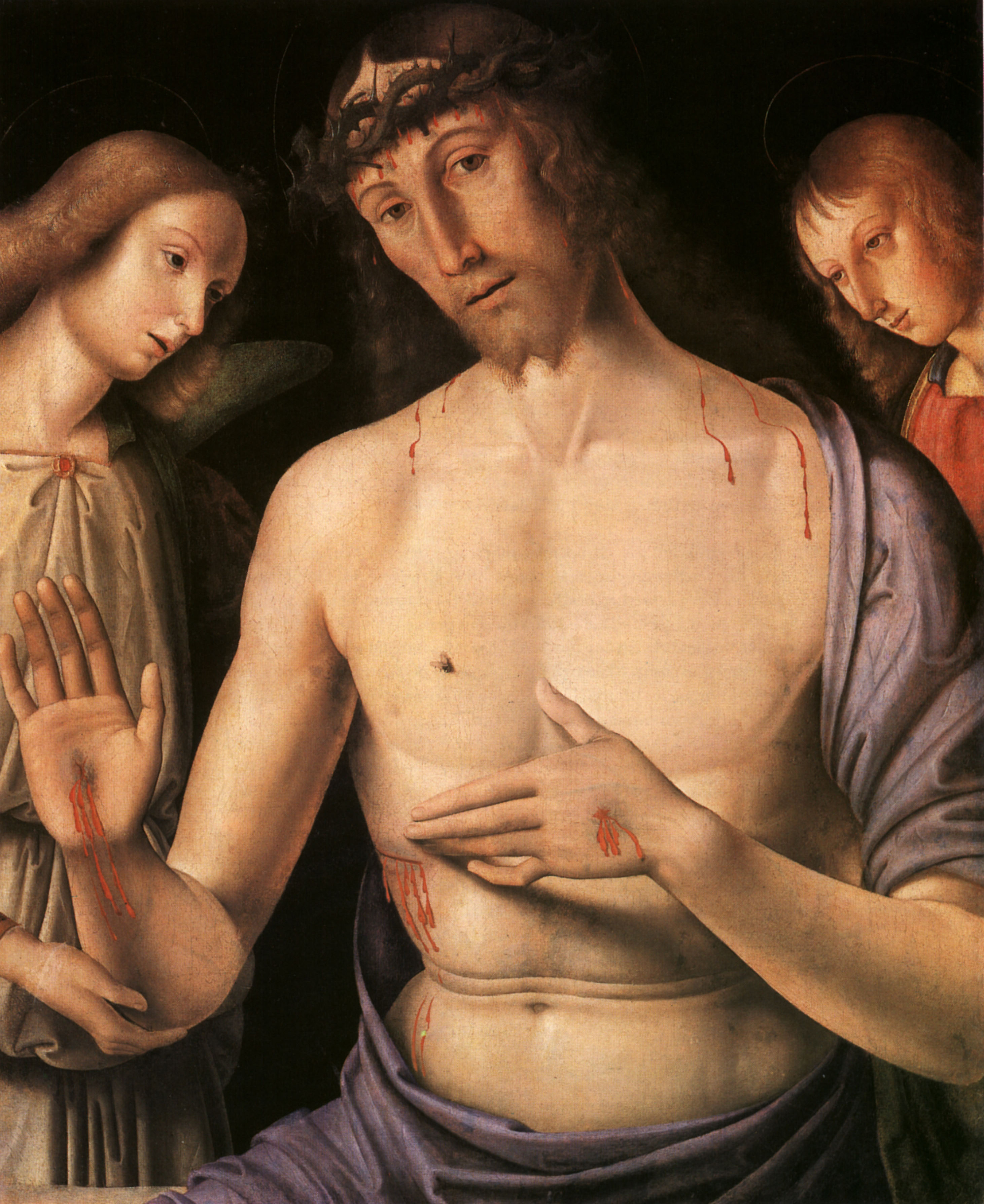
Cristo sostenido por dos ángeles, Museum of Fine Arts, Budapest

### Inicios y formación. Al servicio del duque de Urbino
Santi nació en Colbordolo, en los límites del ducado de Urbino. Su formación no nos es bien conocida, pero a través de sus obras podemos observar su cercanía al estilo de Piero della Francesca, Luca Signorelli o Melozzo da Forli, de quien parece que fue asistente y después amigo.
Hacia el final de la década de 1480 entró al servicio de los duques de Urbino, Guidobaldo da Montefeltro y su esposa Elisabetta Gonzaga, en calidad de pintor y poeta áulico.

### Giovanni Santi poeta. Las Crónicas rimadas. El Discurso de la Pintura
Quiso Santi destacarse de entre los cortesanos del duque componiendo un extensísimo poema épico de 23.000 versos, que conocemos con el nombre de Crónicas rimadas. En él hace gala de toda su erudición, tomando como pretexto el elogio de las hazañas de Federico de Montefeltro, padre del duque Guidobaldo. Para la posteridad ha trascendido sobre todo el libro 91 de dicho poema, el llamado Discurso de la Pintura. Dicho texto, enmarcado en una ficiticia visita de Federico a Mantua, nos revela el profundo conocimiento que Santi tenía del panorama de la pintura contemporánea en Italia. Realiza el elogio de una larga serie de pintores, la mayoría de ellos en activo en el momento de ser compuesto el discurso, que conformaban la flor y nata de la vanguardia artística. Entre otros nombres, Leonardo, Andrea del Verrocchio, Pietro Perugino, Signorelli o Andrea Mantegna.
Mención especial merece este último, pues Santi sitúa el desarrollo de parte del discurso en la misma Camera degli Sposi, que Mantegna había decorado recientemente para los Gonzaga en el Palazzo Ducale de Mantua.

### La obra pictórica
Poco después, este ficticio viaje a Mantua se haría realidad, pues Elisabetta Gonzaga envió a Santi a dicha ciudad para hacer una serie de retratos, entre ellos el de su hermano Ludovico Gonzaga y su esposa Isabel de Este.
Poco a poco se va estudiando la obra de Giovanni Santi como pintor, concediéndole su justo valor artístico, que hasta ahora había estado absolutamente eclipsado por la figura de su hijo, de quien hasta hace poco sólo se veía como un pálido precedente.
Santi se muestra al tanto de las corrientes más innovadoras dentro del arte pictórico de su tiempo. El influjo de Piero della Francesca siempre estará omnipresente en su obra. Parece conocedor del arte flamenco de su época, tal vez a través de otros artistas italianos. Nos ha dejado un número de obras no demasiado grande, pero sí de calidad. Se puede considerar como su obra maestra los frescos que realizó para la Capilla Tiranni en la iglesia de San Domenico en Cagli, donde el recuerdo del Perugino, uno de sus artistas más admirados, es evidente. Es una composición hermosa y llena de armonía, de lo mejor del arte de las Marcas de su tiempo.

### Giovanni Santi y su influjo en Rafael
Giorgio Vasari es en parte, el culpable de la minusvaloración que Giovanni Santi ha sufrido por la historiografía a través de los siglos. Según el pintor historiador, Santi renunció a continuar con la formación de su hijo Rafael como artista, pues se veía incapaz de seguir enseñando a un muchacho tan precoz y de un talento tan notable. Presupone la falta de talento en el progenitor, que puso en manos del Perugino, un artista mucho más capacitado, la educación del pequeño.
Parece que esta historia no es del todo cierta. Santi murió cuando su hijo apenas tenía once años, por lo que le fue imposible darle una formación realmente profunda. La admiración de Giovanni por Pietro Vanucci es cierta, y su influencia sobre su alumno también. Sin embargo, recientes estudios han encontrado una notable similitud entre los estilos del padre y el inicial del hijo. De esta manera quedaría demostrado que Rafael sí que se formó en el taller paterno, aunque la prematura muerte de Giovanni impediría su continuidad. La Virgen con el Niño de Santi conservada en la National Gallery de Londres y el Retablo de San Nicolás de Tolentino, una de las primeras obras de Rafael presentan idénticas soluciones técnicas ante diversos problemas pictóricos, sobre todo en las carnaciones, abundante en la utilización de pigmento blanco de plomo, gracias al cual se consigue un efecto opaco muy característico.
Lo que sí es cierto es que el taller de Giovanni Santi siguió activo tras su muerte, y aunque Rafael no se pudo hacer cargo de él por su corta edad, sí que parece que mantuvo el contacto con el negocio paterno, que siguió marcando las pautas dentro del arte cortesano urbinate durante un cierto tiempo.

### Revalorización del legado de Santi
Se ha producido una reivindicación del valor de Santi como artista en las últimas décadas. La traducción al italiano del ensayo Giovanni Santi y los frescos de Cagli, de Austen Henry Layard (1994, a cargo de Ranieri Varese, Ed. Nardini) y la reedición del tratado Giovanni Santi de J.D. Passavant (también en 1994), han permitido conocer mejor la obra y el legado de este artista, olvidado incluso en su patria.

## Obras destacadas
- Las Musas (ideadas para el Templete del Palazzo Ducale, actual Galleria Nazionale delle Marche, Urbino, se encuentran en la Galleria Corsini de Florencia, aunque se trasladaron al emplazamiento originario para una exposición temporal sobre el pintor)
- Sacra Conversación y Resurrección, fresco (Iglesia de San Domenico, Capilla Tiranni, Cagli)
- Pala Gradara (1484, Pinacoteca Comunale, Gradara)
- Pala Oliva (Iglesia del Convento de Montefiorentino, Frontino)
- Pala Bufi (Virgen con niño en trono con San Juan Bautista, San Francisco, San Girolamo y San Sebastián Galleria Nazionale delle Marche, Urbino)
- Virgen con niño y los santos Helena, Zacarías, Sebastián y Roque (Museo Archeologico e Pinacoteca Civica del Palacio Malatestiano en Fano)
- Visitazione (Chiesa di Santa Maria Nuova, Fano)
- Cristo sostenido por ángeles (Museum of Fine Arts, Budapest)
- Virgen con niño (1488, National Gallery de Londres)
- Virgen con el Niño y dos ángeles (Museo Pushkin, Moscú)